# Arminda hierroensis
Arminda hierroensis is een rechtvleugelig insect uit de familie veldsprinkhanen (Acrididae). De wetenschappelijke naam van deze soort is voor het eerst geldig gepubliceerd in 1930 door Enderlein.
1. ↑  (en) Arminda hierroensis op de IUCN Red List of Threatened Species.